# La Gònima
La Gònima és una masia situada en el terme municipal de Moià, a la comarca catalana del Moianès. Està situada a prop de l'extrem meridional del terme municipal, a llevant de la carretera C-59 a l'alçada del punt quilomètric 36,4. És a prop i al nord-oest de la Casa Nova del Prat. Forma part de l'Inventari del Patrimoni Arquitectònic de Catalunya.

## Descripció
És una gran masia amb façana encarada a migdia i coberta de teula a dues aigües. Portal original d'arc de mig punt tapat per un afegit modern constituït per una gran galeria de tres arcs. L'aspecte del conjunt és desastrós.
Dins el conjunt original (s.XVII-XVIII) apareixen molts afegits posteriors. Aquesta casa havia estat primerament la dels amos si bé ara ja fa quaranta anys que és abandonada. Els masovers viuen a una casa situada al costat, anomenada, per tant, la Gònima petita.